# Kanton La Rochelle-7
Kanton La Rochelle-7 (fr. Canton de La Rochelle-7) je francouzský kanton v departementu Charente-Maritime v regionu Poitou-Charentes. Kanton tvoří část města La Rochelle.